# Mi adorable maldición
Mi adorable maldición est une telenovela mexicaine diffusée entre le 23 janvier et le 9 juillet 2017 sur Las Estrellas

## Synopsis
L'histoire raconte la vie d'Aurora, une belle adolescente qui, lorsqu'elle est née, a été stigmatisée par la sage-femme Macrina, une créature née du mal, porteuse du malheur, de la douleur et de la mort. C'est parce que Macrina découvre chez Aurora un lunaire sous la forme d'un crâne sur son nombril, et la mère d'Aurora meurt juste après l'accouchement. Anselmo, père d'Aurora, ne parvient pas à surmonter la perte de sa femme, Carmen. Il déverse tout son amour sur Aurora et insiste pour la protéger et l'éloigner des gens de la ville qui la désignent comme une créature maléfique. L'esprit curieux d'Aurora lui prend un jour de désobéir à son père et de s'approcher du village. Au début, Aurora ne comprend pas pourquoi son père a nié avoir rencontré ces personnes si gentilles, mais tout change au moment où elle rencontre Macrina, qui reconnaît Aurora et la supposée malédiction qui pèse sur elle. Les gens, en l'identifiant, attaquent Aurora. Rodrigo, un garçon de 15 ans, intervient pour la défendre. À partir de ce moment-là, Aurora et Rodrigo lancent une belle amitié qui deviendra le premier et leur seul amour.

## Distribution
- Renata Notni : Aurora Sánchez Ruiz
- Pablo Lyle : Rodrigo Villavicencio
- Laura Carmine : Monica
- Roberto Blandón : Severo Trujillo
- José Carlos Ruiz : Ponciano Juárez
- Patricia Navidad :  Apolonia Ortega
- Maya Mishalska : Elsa Solana
- Cecilia Gabriela : Corinne
- Socorro Bonilla : Macrina Romero
- Paty Díaz : Brígida Sánchez
- Erik Díaz : Rafael Galicia
- Alejandro Ávila : Camilo Espinosa
- Juan Ángel Esparza : Jerónimo Ríos
- Alejandro Ruíz : Comandante Onesimo Quiñones
- Bárbara Gómez : Altagracia
- Iliana de la Garza : Maximina
- Catalina López : Xócthil Romero
- Aldo Guerra : Luis Delgado
- Gema Garoa : Pilar Alarcón
- Ilse Ikeda : Bonifacia Mujica
- Christian Andrei : Wenceslao
- Fabiola Andere : Epifania
- Santiago Hernández : Gonzalo Galicia
- Ana Tena : Aurora Sánchez (jeune)
- Mikel : Rodrigo Villavicencio (jeune)
- Ricardo Zertuche : Tobías Ávila Juárez
- Ignacio Guadalupe : Anselmo Sánchez
- Héctor Cruz Lara : Abundio Ibarra
- Virginia Marín : Gloria Júarez
- Carlos Athié : Ernesto
- Ernesto Gómez Cruz : Padre Basilio
- Eva Cedeño : Inés Bustos
- Arturo Vásquez : Dionisio Ávila
- Raúl Coronado : Lucas Almada

## Diffusion
- Las Estrellas (2017)

## Autres versions
- Lola calamidades (Cadena Uno, 1987-1988)
- Lola calamidades (Ecuavisa, 1992)
- Dulce ave negra (Cadena Uno, 1993-1994)
- Bella calamidades (Caracol Televisión/Telemundo, 2009-2010)

### Sources
- (en) Cet article est partiellement ou en totalité issu de l’article de Wikipédia en anglais intitulé « Mi adorable maldición » (voir la liste des auteurs).